# Musemestre Bamba
Musemestre Bamba, né le 10 novembre 1971 à Kinshasa, est un footballeur congolais. Il est ensuite entraîneur adjoint du SC Roland Beckum. 

## Carrière

### Club
Évoluant au poste de milieu offensif, Musemestre Bamba joue pour l'US Kintambo et l'AS Vita Club Kinshasa au Congo au début de sa carrière avant de rejoindre le championnat de Turquie à Denizlispor pour la saison 1994-1995. Il rejoint ensuite l'Allemagne où il joue pour SpVg Marl et VfB Hüls. 
En 1996, le Congolais signe avec LR Ahlen. Avec ce club, il participe à la montée en 2e  Bundesliga au terme de la saison 1999-2000 de Regionalliga, quatrième échelon du football allemand, où le club est resté pendant six ans. Il a réussi un total de 314 matchs (dont 173 matchs de deuxième division) pour le club (ce dernier a été renommé Rot Weiss Ahlen en 2006), marquant 54 buts dont 24 en deuxième Bundesliga. Le polyvalent offensif a principalement été utilisé comme joker en raison de son âge pour les joueurs de football depuis la relégation de son club dans la Regionalliga Nord en 2006. En raison de sa fidélité au club, Musemestre Bamba est l'un des joueurs les plus populaires du club. Cependant, son contrat n'est pas été renouvelé après la saison 2006-2007. 
Au cours de la première moitié de la saison 2007-2008, le Musemestre Bamba était sous contrat avec le SV Lippstadt 08 dans l'Oberliga Westfalen, mais est retourné dans la Regionalliga Nord au SC Verl pendant la trêve hivernale, où il a obtenu un contrat jusqu'à la fin de la saison 2008-2009. Toutefois, cet accord est résilié en décembre 2008 d'un commun accord avec effet à la fin de l'année. Lors de la saison 2009-2010, Musemestre Bamba oue pour l'équipe de la ligue nationale SG Telgte. À partir de la saison 2010-2011, il joue pour le SC Roland Beckum, avec qui il est promu de la Landesliga à la Verbandsliga en 2011 et à l'Oberliga Westfalen en 2012. Depuis 2012, il est entraîneur adjoint de l'équipe Beckum Oberliga.

### National
Bamba joue trois matchs pour l'équipe nationale de football de la République démocratique du Congo, sans inscrire de but.